# Katy (Texas)
Katy es una ciudad ubicada en los condados de Harris, Waller y Fort Bend, en el estado estadounidense de Texas. En el Censo de 2010 tenía una población de 14.102 habitantes y una densidad poblacional de 481,93 personas por km². Es la ciudad natal de la actriz Renée Zellweger (n. 1969).

## Geografía
Katy se encuentra ubicada en las coordenadas 29°47′29″N 95°49′37″O / 29.79139, -95.82694. Según la Oficina del Censo de los Estados Unidos, Katy tiene una superficie total de 29.26 km², de la cual 29.15 km² corresponden a tierra firme y (0.38%) 0.11 km² es agua.

## Demografía
Según el censo de 2010, había 14102 personas residiendo en Katy. La densidad de población era de 481,93 hab./km². De los 14102 habitantes, Katy estaba compuesto por el 80.09% blancos, el 5.26% eran afroamericanos, el 0.61% eran amerindios, el 1.55% eran asiáticos, el 0% eran isleños del Pacífico, el 9.54% eran de otras razas y el 2.96% pertenecían a dos o más razas. Del total de la población el 29.02% eran hispanos o latinos de cualquier raza.

## Transporte
La Autoridad Metropolitana de Tránsito del Condado de Harris (METRO) gestiona servicios de transporte.

## Educación
El Distrito Escolar Independiente de Katy gestiona escuelas públicas.
La Biblioteca Pública del Condado de Harris gestiona la Biblioteca Sucursal Katy.